# Mel Brooks
Mel Brooks (født 28. juni 1926 i Brooklyn i New York) er en amerikansk filminstruktør, manuskriptforfatter, filmproducent og skuespiller. Brooks laver komediefilm og har både små og store roller i sine egne film. Fx en selv-satirisk birolle som rabbiner i Robin Hood – helte i underhylere og hovedrollen Mel Funn i Silent Movie.

## Filmografi i udvalg
- Dracula - en livlig dødbider (1995)
- Robin Hood - helte i underhylere (1993)
- Spaceballs (1987)
- Mel Brooks' skøre verdenshistorie (1981)
- Silent Movie (1976)
- Frankenstein junior (1974)
- Sheriffen skyder på det hele (1974)
- Forår for Hitler (1968)